# ستيف كورتيس (لاعبة كرة قدم)
ستيف كورتيس (بالإنجليزية: Stef Curtis) هي لاعبة كرة قدم أيرلندية، ولدت في 5 ديسمبر 1983 في برستل في المملكة المتحدة. شاركت مع منتخب جمهورية أيرلندا لكرة القدم للسيدات. أما مع النوادي، فقد لعبت مع نادي تشيلسي لكرة القدم للسيدات.

## وصلات خارجية
- ستيف كورتيس على موقع الاتحاد الأوربي (الإنجليزية)
- ستيف كورتيس على موقع قاعدة بيانات كرة القدم.إي يو (الإنجليزية)